# فرشید شیوا
فرشید شیوا (زادهٔ ۱۳۵۳ در تهران، درگذشته ۱۴۰۳ در تهران) نقاش اهل ایران است. وی دارای مدرک کارشناسی نقاشی و کارشناسی ارشد تصویرسازی از دانشگاه هنر تهران است. نقاشی‌های او بیشتر با تکنیک رنگ روغن در ابعادی فراتر از ۲ متر می‌باشند. وی دارای مدرک افتخاری درجه یک هنری از وزارت فرهنگ و ارشاد اسلامی است و در بیش از بیست نمایشگاه گروهی و انفرادی شرکت کرده است.

## فعالیت‌ها
- چاپ کتاب «طراحی‌های ذغالی فرشید شیوا»
- حضور در آرت اکسپو تهران در سال‌های ۱۳۸۳ و ۱۳۹۲[۸]
- شرکت در حراجی cornette de saint cyr پاریس در سال ۲۰۰۹[۹]
- شرکت در art walk festival لس آنجلس در سال ۱۳۸۸